# Devonshire Park Lawn Tennis Club
Devonshire Park Lawn Tennis Club – kompleks tenisowy w centrum Eastbourne, w hrabstwie East Sussex.
Obiekt oddany do użytkowania został w 1874 roku. Główny kort pomieści łącznie 8000 widzów.
Od 1974 roku w Devonshire Park Lawn Tennis Club odbywa się turniej tenisowy kobiet Eastbourne International rangi WTA Premier Series. W 2009 roku rozpoczęły się również rozgrywki męskie kategorii ATP Tour 250. Zarówno męska jak i żeńska impreza odbywa się na tydzień przed Wimbledonem.